# Amioun
Amioun (en arabe : أميون) est une ville de la circonscription de Koura (District du Koura), dont elle est le centre administratif, au Liban.
Elle est située à 330 mètres au-dessus du niveau de la mer et se trouve à 78 km de Beyrouth et 18 km de Tripoli.
Amioun compte 13 églises, 5 écoles (3 publiques et 2 privées), une bibliothèque publique et 1 hôpital privé.

## Bataille d'Amioun
Bataille en l'an 695 apr. J.-C. opposant l'armée des maronites dirigée par le Patriarche Saint-Jean Maron qui vient d'être reconnu par le Pape avec la mission de diriger les catholiques d'Orient, à celle du Basileus Justinien II furieux de la rébellion des maronites contre son autorité. Contre toute attente, la victoire des maronites est éclatante. Le récit des évènements est tiré d'un texte du Patriarche maronite Étienne Douaihy (XVIIe siècle):
« Justinien II décida d’envoyer son chef d’armée, le général Léonites, pour amener Jean Maroun les mains liées à Constantinople, mais celui-ci s’esquiva en expliquant que le Patriarche était protégé par son peuple et qu’il était impossible de le faire ramener ainsi sans une guerre féroce. Ce général aimait les Maronites qui l’avaient aidé dans sa guerre contre les Arabes. L’empereur destitua Léonites et le jeta en prison et ordonna à Maurice et Mauricien de marcher avec leurs armées jusqu’en Syrie, et annonça que celles-ci partaient en guerre contre les Arabes. Le Patriarche, avisé des intentions de l’empereur, fit appeler son neveu Abraham qui vint à son secours accompagné de douze mille combattants qui transportèrent le Patriarche du monastère de Saint Maroun sur l’Oronte jusqu’à Smar Jbeil (montagne libanaise).

À la fin du printemps de 694, les armées impériales parvinrent en Syrie. Les soldats attaquèrent d’abord le monastère de Saint-Maron et tuèrent cinq cents de ses moines, pillèrent les villages chalcédoniens sur leur route vers Tripoli, dans les abords de laquelle l’armée impériale installa son campement. Maurice et Mauricien envoyèrent un ultimatum aux Mardaïtes les sommant de se soumettre aux ordres de l’Empereur. La peur s’empara de la population catholique à l’approche de l’ennemi, et elle fut sauvée de leur angoisse par un message parvenu à Semaan le commandant maronite et au patriarche Jean Maroun depuis Constantinople, de la part de Léonites, qui lui annonçait la destitution de Justinien II et le recouvrement de son autorité et lui ordonnait de frapper l’armée envoyée en Syrie comme une armée ennemie. Cette nouvelle redonna aux combattants et aux populations leur ardeur. Ils décidèrent qu’il n’y avait aucun besoin d’attendre que l’ennemi leur tomba dessus et se précipitèrent alors depuis les hautes montagnes, comme les chutes d’eau, et engagèrent le combat contre l’armée de Justinien comme des lions, de sorte que la plupart des soldats ennemis s’enfuirent avant l’engagement, leur ordre de bataille mis en pièces, ils furent alors encerclés par les Maronites par l’arrière et les deux côtés, et subirent une écrasante défaite. »
La bataille d'Amioun consacre l'indépendance du premier état libanais maronite, avec pour capitale Baskinta.

## Grandes Familles
- Chammas
- Azar
- Ghantous
- Makhlouta
- Nabbout
- Saadé
- Taleb